# Diango
Diango est un village du Sénégal situé en Basse-Casamance, à proximité de la frontière avec la Gambie. Il fait partie de la communauté rurale d'Oulampane, dans l'arrondissement de Sindian, le département de Bignona et la région de Ziguinchor.
Lors du dernier recensement (2002), la localité comptait 733 habitants et 108 ménages.
Le village compte une école maternelle une elementaire et un C.E.M.
À 20 km de la Bignona le village de diango abrite une ressource en pierre rouge a laquelle les villageois fond face a cette situation pour mieux vivre. 